# 天沼知恵子
天沼 知恵子（あまぬま ちえこ　1975年4月23日 - ）は静岡県御殿場市出身の日本の女子プロゴルファーである。所属は日医工。

## 来歴
1991年、中学を卒業と同時に地元静岡の小田急西富士GCに入社。働きながらゴルフを始める。
1996年にプロ転向。2000年に年間獲得賞金ランキングで27位に入り、初シード権を獲得した。2001年には賞金ランキング3位になり、2006年まで7年連続でシード権を確保したが、2007年にシード落ちした。
2011年の日医工女子オープンゴルフトーナメント競技中に腰痛を発し、診察で腰椎分離すべり症と判明し手術を受けるが、2012年より現役復帰。

## 戦績
- 2001年 樋口久子・紀文クラシック、NEC軽井沢72ゴルフトーナメント、新キャタピラー三菱レディース
 ゴルフトーナメント、東洋水産レディス北海道、カトキチクイーンズゴルフトーナメント優勝
- 2006年 廣済堂レディスゴルフカップ優勝